# کولاسیو
کولاسیو (املای کچوا و آیمارا،  ; Collasuyu, Kholla Suyu ; اسپانیایی: Collasuyo‎) منطقه ایالتی جنوب شرقی امپراتوری اینکاها بود. کولاسیو منطقه کولا است و به‌طور خاص مربوط به بومی کولا کچوا است که عمدتاً در مناطقی مانند کوچابامبا و پوتوسی ساکن بودند. بیشتر قلمروهای آیمارا که اکنون عمدتاً در ایالات مدرن آمریکای جنوبی در شمال شیلی، پرو، بولیوی و شمال غربی آرژانتین گنجانده شده‌اند، در طول سلطنت ساپا اینکا هواینا کاپاک در قرن شانزدهم ضمیمه شدند.
اخیراً، جنبش‌هایی برای تشکیل «قولاسیووی بزرگ» (یا کولانا سویو مارکا) صورت گرفته است که قلمرویی شبیه به تاوانتینسویو سابق را در خود جای می‌دهد. این آرمان توسط دفتر آپو ملکو و مجلس قولانا پیشنهاد شده است. کولاسیو بزرگ‌ترین بخش از چهار سویو (یا «ربع»، بزرگ‌ترین بخش امپراتوری اینکاها) از نظر مساحت بود. این سویو آلتیپلانو بولیوی و بخش اعظم آند جنوبی را در بر می‌گرفت و به سمت شمال غربی آرژانتین و تا جنوب رودخانه ماول در نزدیکی سانتیاگوی مدرن شیلی می‌رفت. همراه با کونتیسیو، بخشی از هورین سویوکونا یا «محله پایین» امپراتوری بود.

ویفالای کولاسیو